# 布蒂亚
布蒂亚是巴西南大河州的一个市镇。总面积768.889平方公里，总人口19945人，人口密度25.9人/平方公里。